# Fußball-Bundesliga 2015-2016 (Austria)
La Fußball-Bundesliga 2015-2016 (chiamata ufficialmente tipp-3 Bundesliga powered by T-Mobile per motivi di sponsorizzazione) è stata la 104ª edizione del campionato di calcio austriaco. La stagione è iniziata il 25 luglio 2015 ed è terminata il 15 maggio 2016 (con una pausa invernale da dicembre 2015 al febbraio 2016). Il Salisburgo si è confermato campione per la terza edizione consecutiva.

## Stagione

### Novità
Il Salisburgo era la squadra campione in carica, il Wiener Neustadt era stato retrocesso nella Erste Liga, mentre il Mattersburg era stato promosso in Fußball-Bundesliga.

### Formula
Il campionato prevede un girone all'italiana con doppie partite d'andata e ritorno, per un totale di 36 giornate. Le 10 squadre partecipanti incontrano le avversarie 4 volte, 2 in casa e 2 in trasferta. Al termine della stagione, la squadra 1ª classificata ottiene la qualificazione all'edizione successiva della UEFA Champions League, partendo dal secondo turno preliminare. In UEFA Europa League si qualificano la 2ª classificata (partendo dal secondo turno preliminare) e la 3ª classificata (partendo dal primo turno preliminare). La 10ª ed ultima classificata retrocede in Erste Liga.

## Squadre partecipanti
| Club             | Città            | Stadio                 | Stagione 2014-2015     | Dettaglio |
| ---------------- | ---------------- | ---------------------- | ---------------------- | --------- |
| Admira Wacker M. | Mödling          | Bundesstadion Südstadt | 9º posto               | 2014-2015 |
| Altach           | Altach           | Schnabelholz           | 3º posto               | 2014-2015 |
| Austria Vienna   | Vienna           | Franz Horr             | 7º posto               | 2014-2015 |
| Grödig           | Grödig           | Untersberg Arena       | 8º posto               | 2014-2015 |
| Mattersburg      | Mattersburg      | Pappelstadion          | 1º posto in Erste Liga | 2014-2015 |
| Rapid Vienna     | Vienna           | Gerhard Hanappi        | 2º posto               | 2014-2015 |
| Ried             | Ried im Innkreis | Keine Sorgen Arena     | 6º posto               | 2014-2015 |
| Salisburgo       | Salisburgo       | Wals-Siezenheim        | Campione d'Austria     | 2014-2015 |
| Sturm Graz       | Graz             | Graz-Liebenau          | 4º posto               | 2014-2015 |
| Wolfsberger      | Wolfsberg        | Lavanttal Arena        | 5º posto               | 2014-2015 |

## Allenatori

### Tabella riassuntiva
| Club             | Allenatore       | In carica da      |
| ---------------- | ---------------- | ----------------- |
| Admira Wacker M. | Oliver Lederer   | 19 settembre 2013 |
| Altach           | Damir Canadi     | 7 gennaio 2013    |
| Austria Vienna   | Thorsten Fink    | 10 giugno 2014    |
| Grödig           | Peter Schöttel   | 1º giugno 2015    |
| Mattersburg      | Ivica Vastić     | 1º giugno 2013    |
| Rapid Vienna     | Zoran Barišić    | 16 aprile 2013    |
| Ried             | Helgi Kolviðsson | 1º giugno 2015    |
| Salisburgo       | Peter Zeidler    | 22 giugno 2015    |
| Sturm Graz       | Franco Foda      | 1º ottobre 2014   |
| Wolfsberger      | Dietmar Kühbauer | 2 settembre 2013  |

## Classifica finale
|                    | Pos. | Squadra          | Pt | G  | V  | N  | P  | GF | GS | DR  |
| ------------------ | ---- | ---------------- | -- | -- | -- | -- | -- | -- | -- | --- |
| Austria (bandiera) | 1.   | Salisburgo       | 74 | 36 | 21 | 11 | 4  | 71 | 33 | +38 |
|                    | 2.   | Rapid Vienna     | 65 | 36 | 20 | 5  | 11 | 66 | 42 | +24 |
|                    | 3.   | Austria Vienna   | 59 | 36 | 17 | 8  | 11 | 65 | 48 | +17 |
|                    | 4.   | Admira Wacker M. | 50 | 36 | 13 | 11 | 12 | 45 | 51 | −6  |
|                    | 5.   | Sturm Graz       | 48 | 36 | 12 | 12 | 12 | 40 | 40 | 0   |
|                    | 6.   | Wolfsberger      | 43 | 36 | 11 | 10 | 15 | 33 | 36 | −3  |
|                    | 7.   | Ried             | 42 | 36 | 11 | 9  | 16 | 36 | 52 | −16 |
|                    | 8.   | Altach           | 40 | 36 | 11 | 7  | 18 | 39 | 49 | −10 |
|                    | 9.   | Mattersburg      | 39 | 36 | 10 | 9  | 17 | 40 | 70 | −30 |
|                    | 10.  | Grödig           | 35 | 36 | 9  | 8  | 19 | 42 | 56 | −14 |

Legenda:

      Campione d'Austria e ammessa alla UEFA Champions League 2016-2017
      Ammesse alla UEFA Europa League 2016-2017
      Retrocessa in Erste Liga 2016-2017
Note:

Tre punti a vittoria, uno a pareggio, zero a sconfitta.
In caso di arrivo di due o più squadre a pari punti, la graduatoria verrà stilata secondo la classifica avulsa tra le squadre interessate che prevede, in ordine, i seguenti criteri:
- Punti negli scontri diretti
- Differenza reti negli scontri diretti
- Differenza reti generale
- Reti realizzate in generale
- Sorteggio

## Risultati
|                       | AWM  | Alt  | AuV  | Gro  | Mat  | RaV  | Rie  | Sal  | StG  | Wol    |
| --------------------- | ---- | ---- | ---- | ---- | ---- | ---- | ---- | ---- | ---- | ------ |
| Admira Wacker Modling | –––– | 1-1  | 0-1  | 0-0  | 2-1  | 2-1  | 3-1  | 2-2  | 1-0  | 1-0    |
| Altach                | 1-2  | –––– | 1-2  | 1-0  | 3-1  | 2-0  | 1-3  | 1-0  | 0-1  | 2-1    |
| Austria Vienna        | 1-1  | 3-1  | –––– | 2-1  | 5-1  | 2-5  | 1-1  | 1-1  | 2-1  | 1-0    |
| Grodig                | 2-3  | 2-1  | 2-2  | –––– | 1-1  | 2-1  | 4-1  | 1-1  | 3-0  | 1-0    |
| Mattersburg           | 0-4  | 2-1  | 1-2  | 0-2  | –––– | 1-6  | 4-1  | 2-1  | 2-0  | 1-0    |
| Rapid Vienna          | 2-0  | 3-1  | 1-2  | 3-0  | 2-4  | –––– | 3-0  | 1-2  | 2-1  | 2-1    |
| Ried                  | 1-1  | 2-0  | 4-2  | 1-0  | 0-1  | 0-1  | –––– | 1-4  | 1-0  | 0-0    |
| Salisburgo            | 8-0  | 2-0  | 2-2  | 4-2  | 4-2  | 1-2  | 2-1  | –––– | 3-1  | 1-1    |
| Sturm Graz            | 1-1  | 3-1  | 2-0  | 1-1  | 0-0  | 2-2  | 3-2  | 2-3  | –––– | 2-0    |
| Wolfsberger           | 4-0  | 0-2  | 0-2  | 3-2  | 2-1  | 2-1  | 1-1  | 1-1  | 0-2  | ––––\| |

|                       | AWM  | Alt  | AuV  | Gro  | Mat  | RaV  | Rie  | Sal  | StG  | Wol    |
| --------------------- | ---- | ---- | ---- | ---- | ---- | ---- | ---- | ---- | ---- | ------ |
| Admira Wacker Modling | –––– | 2-1  | 0-3  | 1-1  | 1-1  | 1-3  | 0-0  | 1-2  | 1-0  | 0-2    |
| Altach                | 1-2  | –––– | 2-0  | 1-0  | 1-2  | 0-0  | 0-0  | 1-3  | 2-2  | 1-1    |
| Austria Vienna        | 3-1  | 1-2  | –––– | 0-2  | 2-2  | 0-3  | 3-1  | 0-2  | 3-0  | 0-0    |
| Grodig                | 2-2  | 0-3  | 0-1  | –––– | 0-1  | 2-0  | 2-2  | 1-2  | 1-3  | 0-1    |
| Mattersburg           | 0-3  | 0-0  | 0-9  | 2-3  | –––– | 0-2  | 3-3  | 0-0  | 1-0  | 1-1    |
| Rapid Vienna          | 0-4  | 1-1  | 1-0  | 3-2  | 3-0  | –––– | 2-1  | 1-1  | 2-0  | 3-0    |
| Ried                  | 1-0  | 0-2  | 0-5  | 2-0  | 1-0  | 1-0  | –––– | 1-0  | 0-1  | 1-0    |
| Salisburgo            | 1-0  | 2-0  | 4-1  | 3-0  | 2-1  | 2-0  | 2-1  | –––– | 1-1  | 1-0    |
| Sturm Graz            | 1-1  | 4-1  | 1-1  | 2-0  | 1-1  | 0-2  | 0-0  | 0-0  | –––– | 1-0    |
| Wolfsberger           | 1-2  | 1-0  | 2-0  | 2-0  | 2-0  | 2-2  | 1-0  | 1-1  | 0-0  | ––––\| |

## Statistiche

### Classifica marcatori
| Gol |  |  | Giocatore              | Squadra          |
| --- |  |  | ---------------------- | ---------------- |
| 21  |  |  | Jonathan Soriano       | Salisburgo       |
| 19  |  |  | Alexander Gorgon       | Austria Vienna   |
| 13  |  |  | Olarenwaju Kayode      | Austria Vienna   |
| 12  |  |  | Naby Keïta             | Salisburgo       |
| 10  |  |  | Johannes Aigner        | Altach           |
| 10  |  |  | Lucas Venuto           | Austria Vienna   |
| 10  |  |  | Takumi Minamino        | Salisburgo       |
| 9   |  |  | Alexander Grünwald     | Austria Vienna   |
| 9   |  |  | Issiaka Ouédraogo      | Wolfsberger      |
| 8   |  |  | Dieter Elsneg          | Ried             |
| 8   |  |  | Roman Kienast          | Sturm Graz       |
| 8   |  |  | Markus Pink            | Mattersburg      |
| 8   |  |  | Stefan Schwab          | Rapid Vienna     |
| 7   |  |  | Bright Edomwonyi       | Sturm Graz       |
| 7   |  |  | Christoph Schößwendter | Admira Wacker M. |
| 7   |  |  | Florian Kainz          | Rapid Vienna     |

## Verdetti finali
- Salisburgo (1º classificato) Campione di Austria 2015-2016 e qualificato al secondo turno preliminare della UEFA Champions League 2016-2017.
- Rapid Vienna (2º classificato) qualificato al terzo turno preliminare della UEFA Europa League 2016-2017, Austria Vienna (3º classificato) qualificato al secondo turno preliminare, Admira Wacker Mödling (4º classificato) qualificato al primo turno preliminare.
- Grödig retrocessa in Erste Liga 2016-2017.